# Контргамбит Альбина
Контргамби́т А́льбина — шахматный дебют, разновидность отказанного ферзевого гамбита. Начинается ходами: 
 1. d2-d4 d7-d5 
 2. c2-c4 e7-e5.
Впервые применён Адольфом Альбином против Эм. Ласкера в 1893 году в Нью-Йорке.
Жертвой пешки чёрные добиваются резкого обострения борьбы. В связи с проработанными хорошими методами борьбы за белых контргамбит в современной практике встречается редко, хотя возможности сторон изучены не до конца.

## Варианты
3. de d4 4. Кf3 Кc6
- 5. g3 Кge7 6. Сg2 Кg6
- 5. a3 Кge7(Сg4!) 6. b4 Кg6
- 5. Кbd2 Кge7 6. Кb3 Кf5